# Alloxantha wollastoni
Alloxantha wollastoni es una especie de coleóptero de la familia Oedemeridae.

## Distribución geográfica
Habita en las islas Canarias (España)